# 動物の性行動
動物の性行動（どうぶつのせいこうどう）では、動物の性行動について述べる。動物の性行動は、同じ種のあいだでさえ様々な形態がある。

## 概要
研究者は一夫一婦あるいは多妻、種を越えた交尾、物体または場所による性的覚醒、強迫または強制によると思われる交尾、死んだ個体との交尾、同性愛的・異性愛的・両性愛的行動、状況に応じた性行動などを観察してきた。関連する研究は間性およびトランスジェンダーの動物のように肉体の性別および行動のジェンダーにおける多様性を示している。
動物の性に関する研究（とくに霊長類の性研究）は急速に発達した分野である。以前は人間および一握りの種だけが生殖とは関係のない性行為をおこない、動物の性は本能的であり、視覚や嗅覚への「適当な」刺激に反応しているだけだと信じられていた。
しかし、現在では次のようなことがわかっている。
1. 単婚だと信じられていた多くの種が今や元来一夫多妻または日和見主義だということ。
2. 広範囲の種が自慰をなし、自慰の際には道具となる物体をつかうことが明らかになったこと。
3. 多くの種の動物が生殖を目的としないで、互いに性的刺激を与えたり受けたりしたこと。

そして、500の種では同性愛的行動も観察されている。

## 配偶システム
社会生物学および行動生態学では、配偶システムという用語は動物の社会が性行動に関してどのような構造になっているのかを記述するのに用いられている。配偶システムは、いかなる状況のもとで、どの雄がどの雌とつがいになるのかを明示する。
|              | 1体のメス      | 複数体のメス |
| ------------ | -------------- | ------------ |
| １体のオス   | 一夫一妻、単婚 | 一夫多妻     |
| 複数体のオス | 多夫一妻(      | 乱婚         |

動物について一般に認識されている配偶システムは次の通りである。
- 単婚：1頭のオスと1頭のメスが排他的なつがいの関係になる。
- 複婚：1頭または複数のオスが1頭または複数のメスと排他的な関係をもつ。これには次の3つの類型がある。
  - 一夫多妻：1頭のオスが2頭以上のメスと排他的な関係をもつ。これまで研究されてきた脊椎動物でもっともありふれた複婚的配偶システムである。
  - 一妻多夫：1頭のメスが2頭以上のオスと排他的な関係をもつ。
  - 多夫多妻：2頭以上のオスが2頭以上のメスと排他的な関係をもつ。オスとメスの数は同じである必要はない。これまで研究されてきた脊椎動物では通常オスのほうが少ない。
- 乱婚：社会集団内でどのオスとメスもつがいになる。

## 親から子への投資と生殖的成功
多くの種で、メスとオスの性的行動は異なる。よくある場合として、交尾開始に際して、オスはメスよりも積極的であり、オスは視覚的な性的装飾を持つ(例:キジにおける色鮮やかな羽)。これは卵に比して精子が小さく、生産に際してコストを要さないことを含む異型配偶の結果だと考えられている。この生理学的コストの差は、オスが(他の競争相手から守れる)交尾相手の数を生殖戦略上重視し、メスが交尾相手の遺伝子の質を生殖戦略上重視する、というベイトマンの原理として知られている。多くのメスは卵へのコストに加えて子育て(parental care)を行う。このため、メスは潜在的な繁殖成功(子育てにコストを費やし、子の生存可能性を高め孫世代の数を増やすこと)を重視する。タツノオトシゴやチドリ目のレンカク科鳥類に見られるようなオスがより生殖的コストを費やす場合は、上記の役割が逆転し、メスがオスよりも攻撃的かつ明瞭な色の体色を持つようになる。
ミミズなど両性具有の動物においては、子育てのコストが両親に均一に分配される。また特定の種のプラナリア(両性具有)においては、生殖行動がペニスフェンシングの形態を取る。つまりペニスフェンシングによる交尾では、最初に他方の体をペニスで貫いた個体がオスとなり、貫かれた方の個体がメスとなる。このため、貫かれた方が生殖的コストの多くを負うことになる。特徴的な行動を持つ動物としてナメクジの1種であるバナナナメクジが挙げられる。このナメクジは交尾後に時々、apophallationと呼ばれる精子競争行動の類型として、交尾相手のペニスを噛むことが知られている。仮説としては、これらのナメクジはオスの生殖機能喪失を補う形で、本来オスとしての生殖機能に向けられる余剰エネルギーをメスとしての生殖機能へ用いる、という説明がある。マダラコウラナメクジにおいては、コスト共有として特徴的なディスプレイ行動を行う。このディスプレイ行動においては、交尾個体同士が粘液を木などから放出して地上から高い位置につり下がり、互いが卵を維持する役目から逃れられないようにするという物である。

## 季節性
多くの種は、子の誕生から育成までを理想的な時期に行う目的で、特定の交尾期を持つ。サンゴ・ウニ・貝類といった移動能力が限られかつ体外受精を行う海洋生物においては、精子・卵といった接合子を海中へ放出する行動が、人間の眼から観察し得る唯一の性行動となる。
基礎生産量が継続して高い地域では、年中を通じて連続した繁殖期を持つ種も存在する。この例は多くの熱帯・亜熱帯生息の霊長類に観られる。また環境が繁殖に好ましいかどうかを考慮する日和見繁殖型の動物の一部は、時間以外の要因を考慮して繁殖する。例えばイスカでは、食料が豊富な時に繁殖するが、夏に繁殖能力の活性化が起こり、秋頃に繁殖期が終わるというパターンが観られた。

### 哺乳類の場合
繁殖期は多くの場合、群れなどの構造の変化、あるいは個体間でのなわばりの変化など行動の変化に関連し、繁殖期が年1回の種(例:オオカミ)や、2回(例:イヌ)、それ以上の種(例:ウマ)が存在する。

## 近親交配
山極寿一は三浦雅士との対談において、かつて伊谷純一郎が「霊長類の社会構造」（1972年）で示した仮説としてインセスト回避が霊長類の社会構造の基礎であるという仮説があったが、その後この仮説は哺乳類一般まで普遍化が可能な代物であることがわかってきたとしている。なお、山極寿一によれば、霊長類は普通オスが群れから出て行くインセスト回避の形式だが、人間により近い類人猿の場合メスが親元から出ていくためこの規則は当てはまらず、テナガザルやオランウータンではメスもオスも親元から離れるのだが、ゴリラでは群れに残るオスがぼちぼちと出始め、チンパンジーやボノボに至っては群れから出て行くのはメスだけでオスはもっぱら群れに残るといったように父系重視の傾向が鮮明化するという。また、ゴリラは親元に息子が留まり続けようとすると、父親と息子で交尾する相手が競合しかねないため、通常は息子は親元を離れるのだが、まれに父親が娘と交尾しないのを利用して、その父親の娘たちを交尾相手にして息子が親元に残る場合もあるとも山極寿一は述べる。2015年、近親交配がアフリカ中部のマウンテンゴリラの生存に役立っているとする研究をクリス・タイラースミスらが発表した。
ボノボの母と息子の交尾類似行為を観察した橋本千絵と古市剛史は、この行為は母親に性的興味があってやっているというよりも、母親にかまって欲しくてやっている行為のようだと論じている。平山朝治 (2003) は、人間はネオテニー進化を経た存在であるという見解について触れ、ボノボやチンパンジーでは性的に成熟した息子が母親と性交することはまず見られないものの、性的に成熟していなければ母親と性交する現象が確認できることから、ネオテニーの子供の場合では母親が息子のことをまだ子供だと錯覚しているため、より母と息子の近親交配が起こりやすいという仮説を立てている。
桑村哲生は、クマノミ類は親子のように見える三匹には実は血縁関係はなく、雌がいなくなると雄が雌に性転換し未成熟な第三個体と交配するという特性を持つと指摘した上で、カクレクマノミを扱った『ファインディング・ニモ』を実際の話に置き換えると、育ての父親が母親になって育ての息子とカップルになる話になってしまうと論じている。元村有希子は桑村哲生の『ファインディング・ニモ』のたとえ話について、父親と息子が愛し合い子供をもうけることが問題視されるのは人間の世界の話であり、魚の世界の価値観に基づくものではないと指摘している。
アダクチリディウムなどのダニの複数の種類、ギョウチュウ、様々な種類の昆虫は日常的に近親交配を行うことが知られている。ガイマイゴミムシダマシに寄生するダニは、親から雄と雌が1体50の割合で生まれるが、行動範囲が狭く他の家族と接触する機会がないため、同じ親から生まれた兄妹で近親交配を行う。トコジラミも近親交配を日常的に行っており、一匹の妊娠した雌がいれば、その子供達同士で交尾し大規模に繁殖をすることができる。哺乳類においても、シママングースは近親交配を日常的に行っており、父親と娘が近親交配していることも観察されている。これは、一つの血縁関係のあるグループ内で近親交配をした方が、家族から離れ、他のグループの成員を探しに行くことで死亡するリスクを支払うことより利益が大きいからだという。明治時代の日本のトキのように人為的な理由から近親交配に追いやられた動物もいるが、結局最後の日本のトキだったキンが2003年に死に、全滅してしまった。酒井仙吉は、ニワトリでは近親交配によって受精率の低下などがみられ、ヒトでも同様の現象が起こると述べている。

## 関連事項
- 動物行動学
- 動物学
- フリーマーチン
- 性行為
- 動物の非生殖的性行動（英語版） - 生殖目的以外の性行動について。